# Rosamel-Insel
Die Rosamel-Insel (französisch Île Rosamel) ist eine runde Insel mit einem Durchmesser von 1,5 km vor der Nordspitze der Antarktischen Halbinsel. In der südlichen Einfahrt zum Antarctic-Sund liegt sie westlich der Dundee-Insel. Die Insel besitzt markante Kliffs aus vulkanischen Gestein und steigt im Zentrum auf 435 m Höhe in Form eines schneebedeckten Bergs an.
Teilnehmer der Dritten Französischen Antarktisexpedition (1837–1840) unter der Leitung des Polarforschers Jules Dumont d’Urville entdeckten sie. D’Urville benannte sie nach dem damaligen französischen Marineminister Claude du Campe de Rosamel (1774–1848), der ihn mit der Durchführung der Forschungsreise betraut hatte.